# Ефузія (фізика)
У хімії та фізиці, ефузія (від лат. effusio — від effundo — розливаю) — процес, за якого окремі молекули проникають через отвір без зіткнень між собою. Це відбувається, якщо діаметр отвору значно менший, ніж довжина вільного пробігу молекул. За законом Ґрема, швидкість витікання газу (тобто кількість молекул, що проходять через отвір за секунду) залежить від його молекулярної маси; гази з нижчою молекулярною масою протікають швидше, ніж гази з більшою молекулярною масою. Як випливає з розподілу Максвелла, для газу за даної температури T середня швидкість молекули дорівнює
{\displaystyle \langle v\rangle ={\sqrt {\frac {8kT}{\pi m}}}={\sqrt {\frac {8RT}{\pi M}}},}
де k — стала Больцмана, R — універсальна газова стала, m — маса молекули, M — молярна маса газу.
Таким чином, у газу з легшими молекулами за даної температури середня швидкість молекул вища. Це призводить до того, що через отвір в одиницю часу проходить більше молекул. Саме тому повітряна куля, наповнена газом з низькою молекулярною масою (наприклад, воднем), залишена в спокої на деякий час, здувається швидше, ніж повітряна куля, заповнена газом з більшою молекулярною масою (азотом).